# Antonio Moro

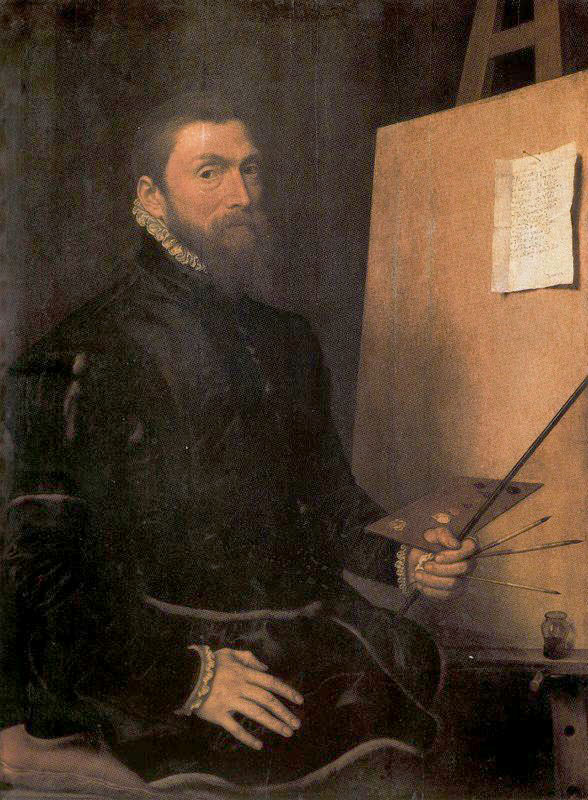
Autorretrato (1558). Florencia, Galería de los Uffizi.

Antonio Moro (Utrecht, Principado de Utrecht, h. 1519 – Amberes, Ducado de Brabante, h. 1576-78) fue un pintor neerlandés de retratos. Debido a su fama internacional y a la costumbre de la época, su nombre se adaptó a diversos idiomas como Anthony More, Anthonis Mor, Antoon Van Dashort Mor o Antonis Mor Van Dashorst. Su fundamental labor fue como retratista. En 1552 pintó al emperador Carlos V  y a Felipe II en 1560. En 1554 estuvo en Londres pintando un retrato de María Tudor.

## Carrera

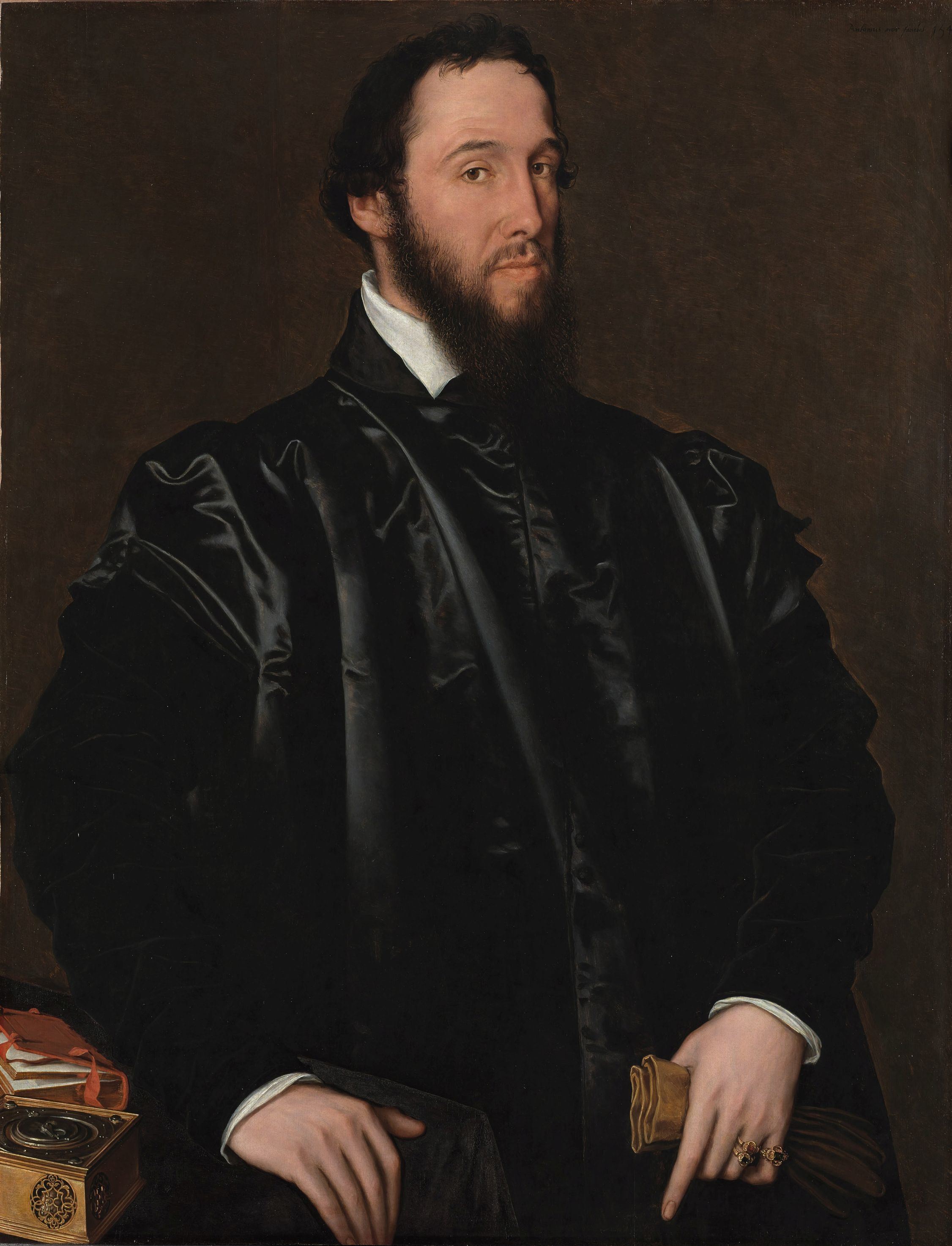
Retrato del Cardenal Granvela, 1549. Viena, Kunsthistorisches Museum.

De sus primeros años sólo se sabe que su educación artística comenzó bajo Jan van Scorel, y que su obra más temprana debe ser un retrato que hay en Estocolmo, datado de 1538. Entre sus primeras obras, aunque su autenticidad no se ha probado, se encuentran el retrato de un grupo de caballeros de San Juan, en Utrecht (alrededor de 1541), un cuadro de dos peregrinos en Berlín (1544), y retrato de una mujer desconocida, en el Museo de Bellas Artes de Lille. Trabajó en Amberes y en Bruselas.

### Fama europea
En 1547, fue recibido como miembro de la Venerable Guilda de San Lucas en Amberes, y poco después, alrededor de 1548, llamó la atención del cardenal Granvela, obispo de Arrás, que se hizo su mecenas, y lo presentó al emperador Carlos V. Entró así al servicio de la Corona española, lo que con el tiempo le obligó a viajar a Roma, Lisboa, Madrid y Londres. En cuanto a los retratos que pintó al comienzo de la protección otorgada por Granvela se encuentran dos destacados: uno del propio Granvela y otro de Fernando Álvarez de Toledo y Pimentel, duque de Alba.
Probablemente visitó Italia por vez primera en 1550, donde copió algunas obras de Tiziano, en particular su Danae. Fue enviado por la reina María de Hungría a Portugal, sin duda su primera visita a ese país, y entre sus destacados resultados se encuentran un retrato de la infanta María y otro de la reina Catalina de Portugal (Museo del Prado), así como los del rey Juan III y su esposa, Catalina, conservados en Lisboa. Después de esto regresó a Madrid, donde pintó el retrato de Maximiliano de Bohemia. Estaba de vuelta en Roma en 1552. 
Desde Roma, marchó a Génova, y de nuevo a Madrid. En 1553 fue enviado a Inglaterra, donde pintó el retrato de María Tudor (Prado), quizá su obra maestra, que iba a servir de presente de la desposada. Por esta obra recibió la paga correspondiente a una anualidad y el honor de ser nombrado caballero.
De este viaje a Inglaterra son, con toda probabilidad, los retratos de Henry Sidney, y del embajador Simon Renard. El de la esposa de Renard no se pintó hasta tres años más tarde. A este período debe atribuirse la miniatura de María Tudor que se encuentra en la colección del Duque de Buccleuch, dos retratos de Isabel a los veintiún años, uno de los cuales en tiempos perteneció al Dr. Propert, y otro aún más notable, de Roger Ascham, en la colección de Pierpont Morgan. Fue en tiempos propiedad del colegio Ascham y, más tarde, del marqués de Hastings.
Fue el retratista preferido por el príncipe Felipe. En España trabajó principalmente entre 1550 y 1554. Tras la paz entre España y Francia, acompañó a Felipe a la península ibérica ya que gozaba de su confianza. Era tanta la confianza entre ambos que la Inquisición le investigó por si el pintor estuviese influyendo al monarca con respecto a Flandes, y cuando Moro se enteró, se marchó a los Países Bajos diciendo que volvería. El rey intentó en numerosas ocasiones establecer contacto con Moro pero este siempre encontraba alguna excusa para no verle. Entonces se fijó en él el duque de Alba, que le encargó retratos de todas sus amantes. El duque colocó a los hijos del pintor en cargos elevados y a él le concedió la recaudación de la Flandes occidental, por lo que el resto de su vida vivió con grandes riquezas.

### Última etapa

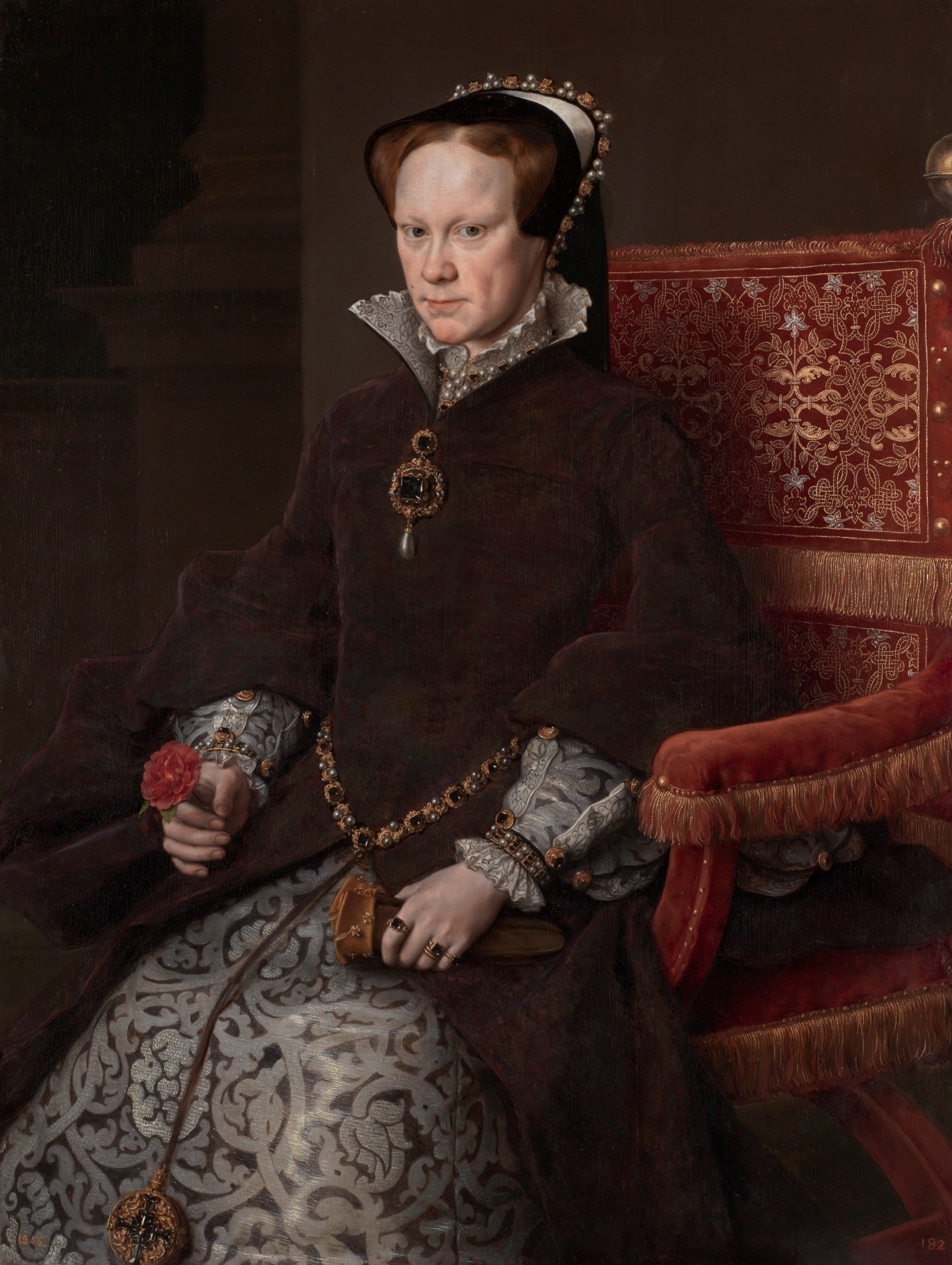
Retrato de María Tudor (1554), una de las obras maestras de Antonio Moro (Museo del Prado de Madrid).

Por esta época, Moro se casó, pero se sabe poco de su esposa, salvo el nombre, Metgen, y que se supone que era una viuda. Se hizo un hombre de amplios recursos, adquirió propiedades, y fue conocido como Moro van Dashorst cuando residía en Utrecht. Tuvo un hijo, Philip, más tarde canónigo, y dos hijas.
A finales de 1554, estaba de regreso en Holanda, donde pintó un retrato del príncipe Guillermo de Orange (Guillermo el taciturno), y otras obras destacadas. Un poco más tarde ejecutó varias obras: su autorretrato, uno de su esposa (hoy en el Prado), un retrato de un caballero de Santiago (Budapest), uno de Alejandro Farnesio, Duque de Parma y Piacenza, el retrato de un desconocido (Verona), y una pintura religiosa muy extraordinaria de la Resurrección (Nimega, colección privada); destaca por ser de las pocas obras de temática religiosa que ejecutó. Posteriores a estas obras son su retrato de Jean Le Cocq [Gallus], uno de su esposa, y otro llamado Don Carlos, en la galería de Cassel, los de la duquesa de Feria (?) y de una viuda, en el Prado, de él mismo en la colección de Lord Spencer, y de Campana, el pintor bruselense, en la Galería de Basilea.
Varias obras muy importantes, ejecutadas al final de su vida son los retratos de la reina Isabel de España, Jacome da Trezzo y otros tres delicados retratos en la galería Stuers (París), y el famoso retrato de su propio maestro, Jan van Scorel.
Otras obras destacadas son las que representan a un profesor de la Universidad de Oxford en la Galería Brunswick, y los muy famosos retratos de Thomas Gresham y su esposa.
Moro permaneció en España, con retratos de: El Joyero (galería de La Haya), Henry Lee (colección de Lord Dillon), Antonio del Río, sus hijos y su esposa (Louvre), El Duque de Alba (Bruselas), Fernando de Toledo (Viena), y varios otros de personas desconocidas. Su último retrato parece ser él de El grabador Hendrick Goltzius, en la galería de Bruselas.
En 1558 marchó de España para dirigirse a Flandes, donde siguió trabajando como pintor para Felipe II. En 1568 se instaló en Amberes. El último documento que se refiere a él es uno emitido en Amberes, en 1573. Las referencias que existen sobre él y los numerosos estudios sobre su carrera, se han resumido por Henry Hymans en su memoria de Moro (Bruselas, 1910).

## Obras

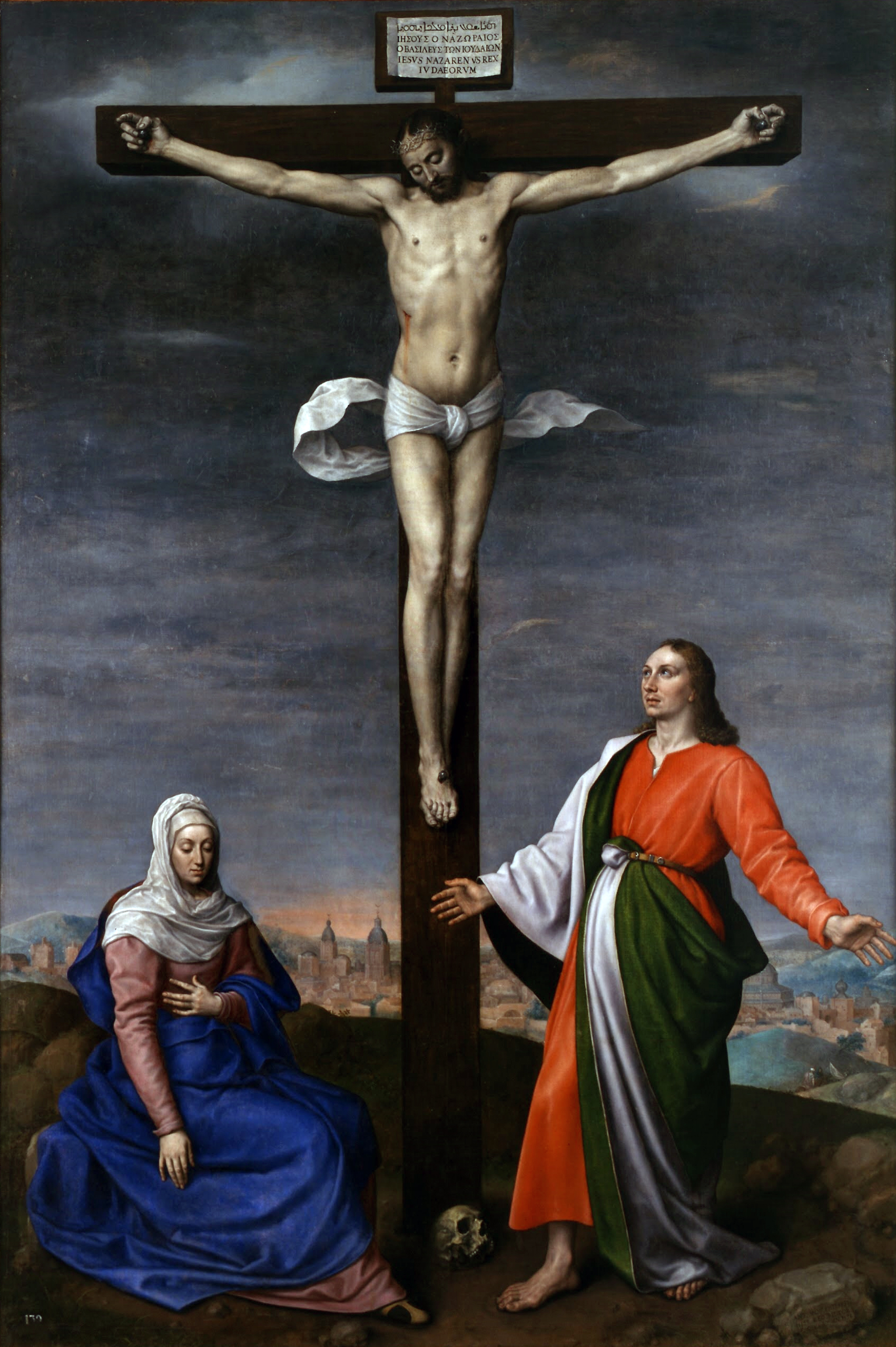
El calvario (1573).

Es uno de los más destacados retratistas de la historia. Aunó la tradición flamenca con las enseñanzas de los italianos en general y de los venecianos en particular. Como resultado, sus retratos «son de gran dignidad, muy objetivos, verdaderos prototipos del retrato de corte de su tiempo» (L. Monreal). Moro iguala, y aún supera, a Tiziano «en la pintura de retrato intelectualmente concebida, por la hondura y la impasible concentración con que se adentra en la personalidad del modelo» (M. Olivar).
Creó un tipo de retrato cortesano que tuvo gran influencia en la escuela retratista posterior española: Alonso Sánchez Coello (que fue auxiliar de Moro en España), Juan Pantoja de la Cruz, Bartolomé González e, incluso Velázquez.
En España se conserva posiblemente el núcleo de obras suyas más amplio e importante reunido en un solo país; destacan las del Museo Nacional del Prado, y hay otras en el Museo Nacional Colegio de San Gregorio, Museo Thyssen-Bornemisza, Museo de Bellas Artes de Bilbao, Colección Casa de Alba, etc.
De sus obras, cabe destacar:
- Retrato de Felipe II como príncipe, Museo de Bellas Artes de Bilbao.
- Retrato del Emperador Maximiliano II, 1550, Museo del Prado, Madrid.
- Retrato del cardenal Granvela, Galería imperial en Viena.
- Retrato de Fernando Álvarez de Toledo, duque de Alba, Hispanic Society, Nueva York.
- Retrato de la infanta María de Portugal, 1551, Museo del Prado, Madrid.
- Retrato del infante Juan Manuel de Portugal, 1552, Hampton Court, Royal Collection.
- Retrato de la reina Catalina de Portugal, 1552, Museo del Prado, Madrid.
- Retrato del rey Juan III de Portugal, Museo Lázaro Galdiano, Madrid.
- Retrato de María Tudor, 1554, Museo del Prado, Madrid.
- Retrato del príncipe Guillermo de Orange,, h. 1554, Gemäldegalerie, Kassel
- Retratos de Sir Thomas y Lady Gresham, h. 1554, Rijksmuseum, Ámsterdam
- Retrato de la esposa del pintor, h. 1554, Museo del Prado, Madrid.
- El bufón Perejón, 1555, Museo del Prado, Madrid.
- Autorretrato, 1558, Galería de los Uffizi, Florencia.
- Retrato de Doña Juana de Austria, h. 1559.
- Retrato de Dama, 1560.
- Retrato de la reina Isabel de España, Col. Bischoffs-heim, Londres.
- Retrato de Jan van Scorel, Sociedad de Anticuarios, Londres.

## Galería

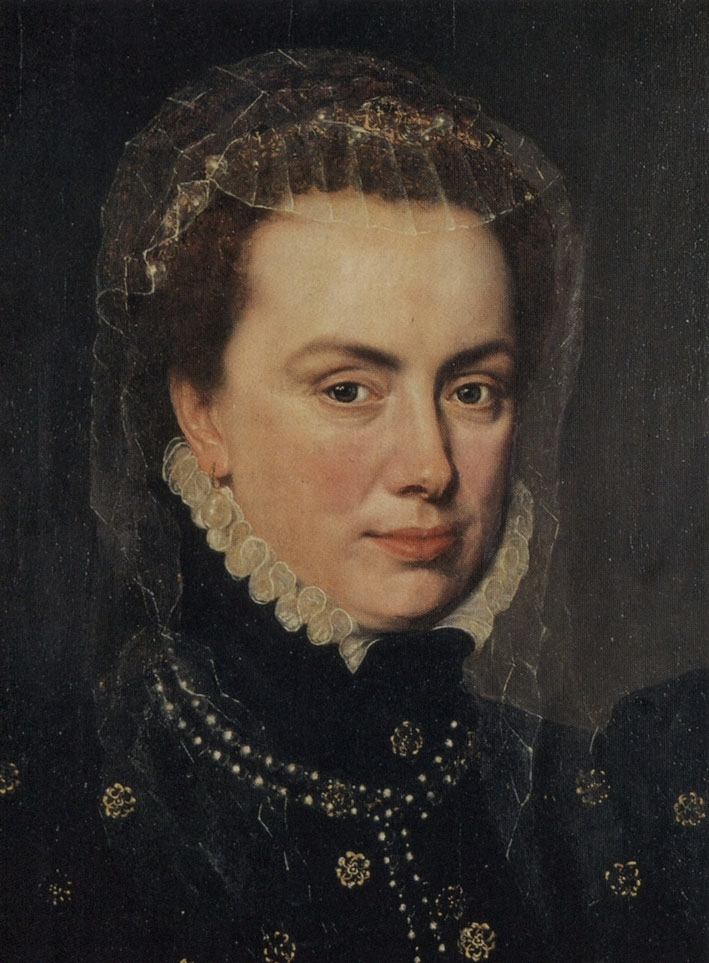
Retrato de Margarita de Parma (detalle).
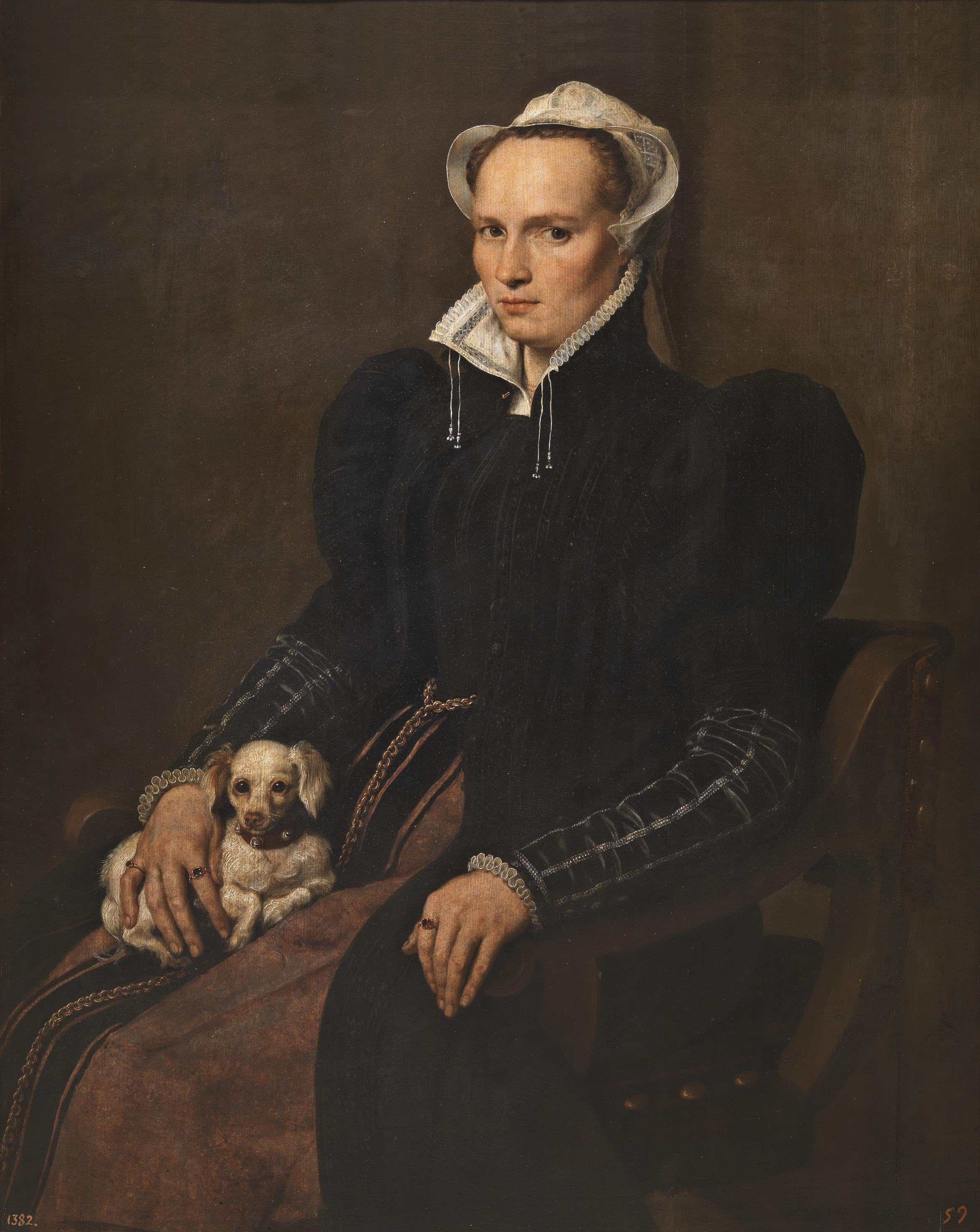
Retrato de Metgen, esposa del pintor, 1554, Museo del Prado, Madrid.
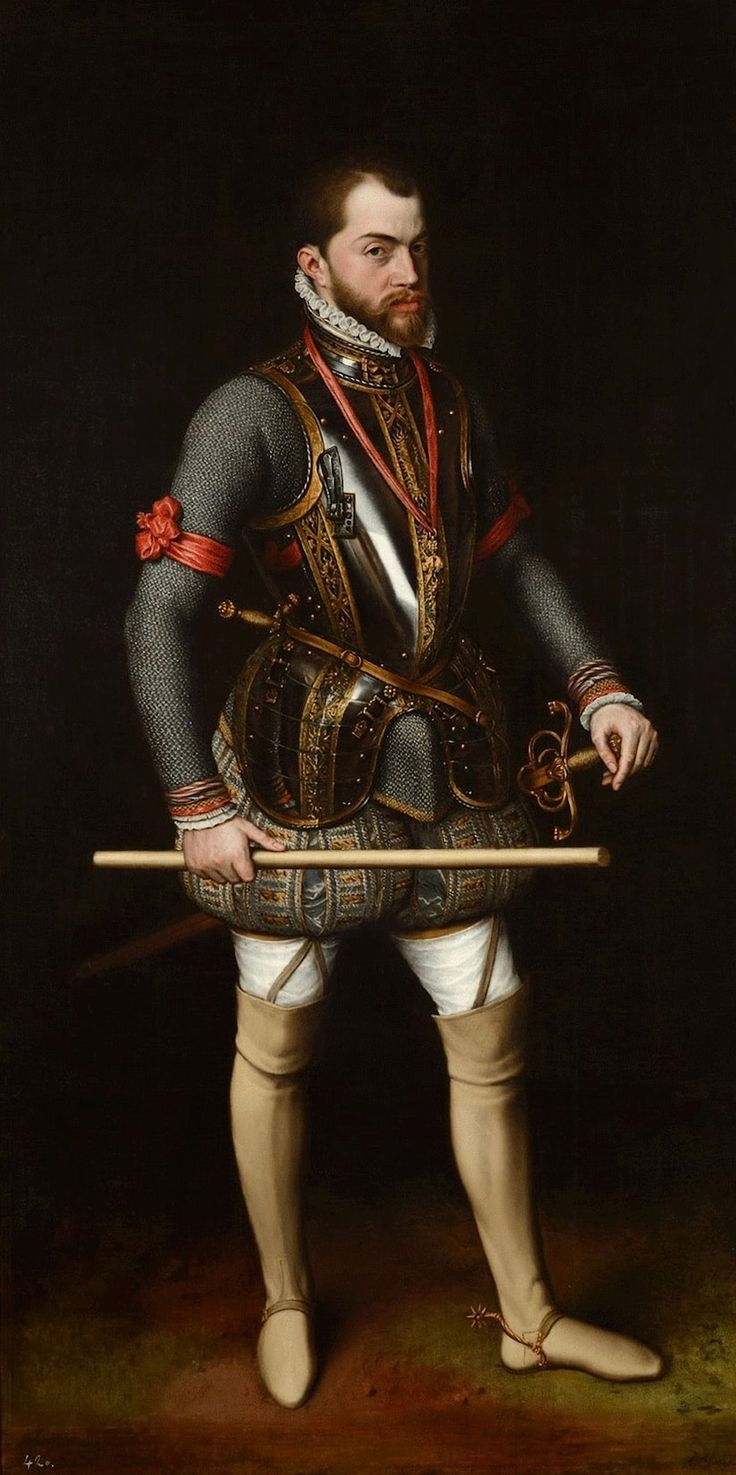
Felipe II, rey de España
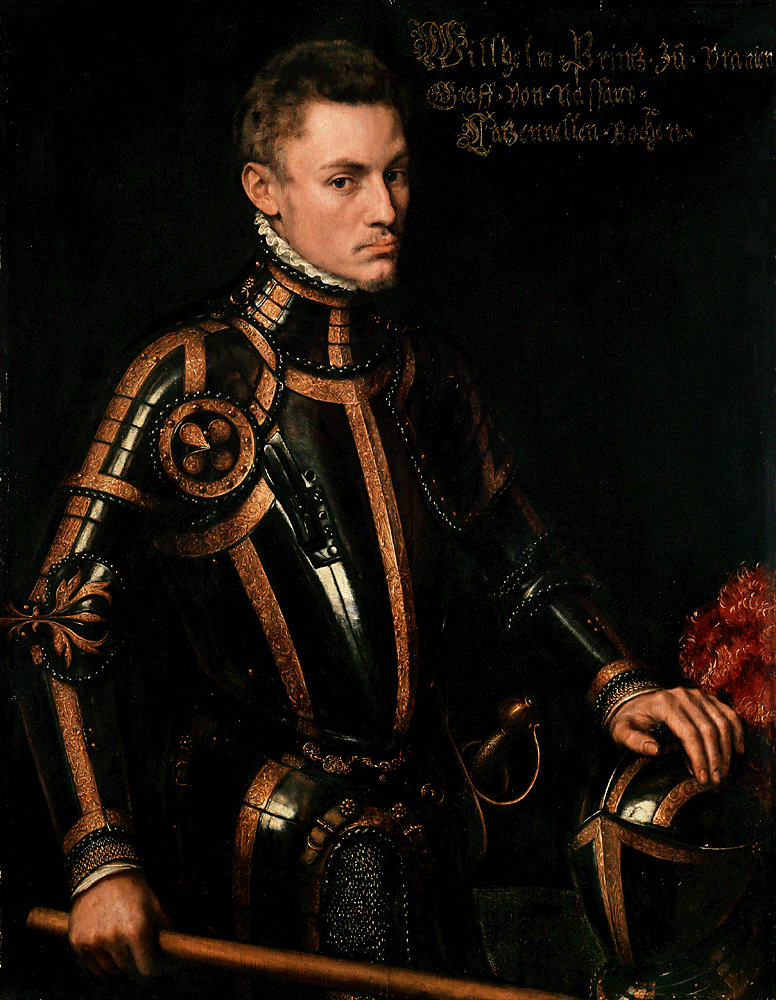
Guillermo de Orange, h. 1554
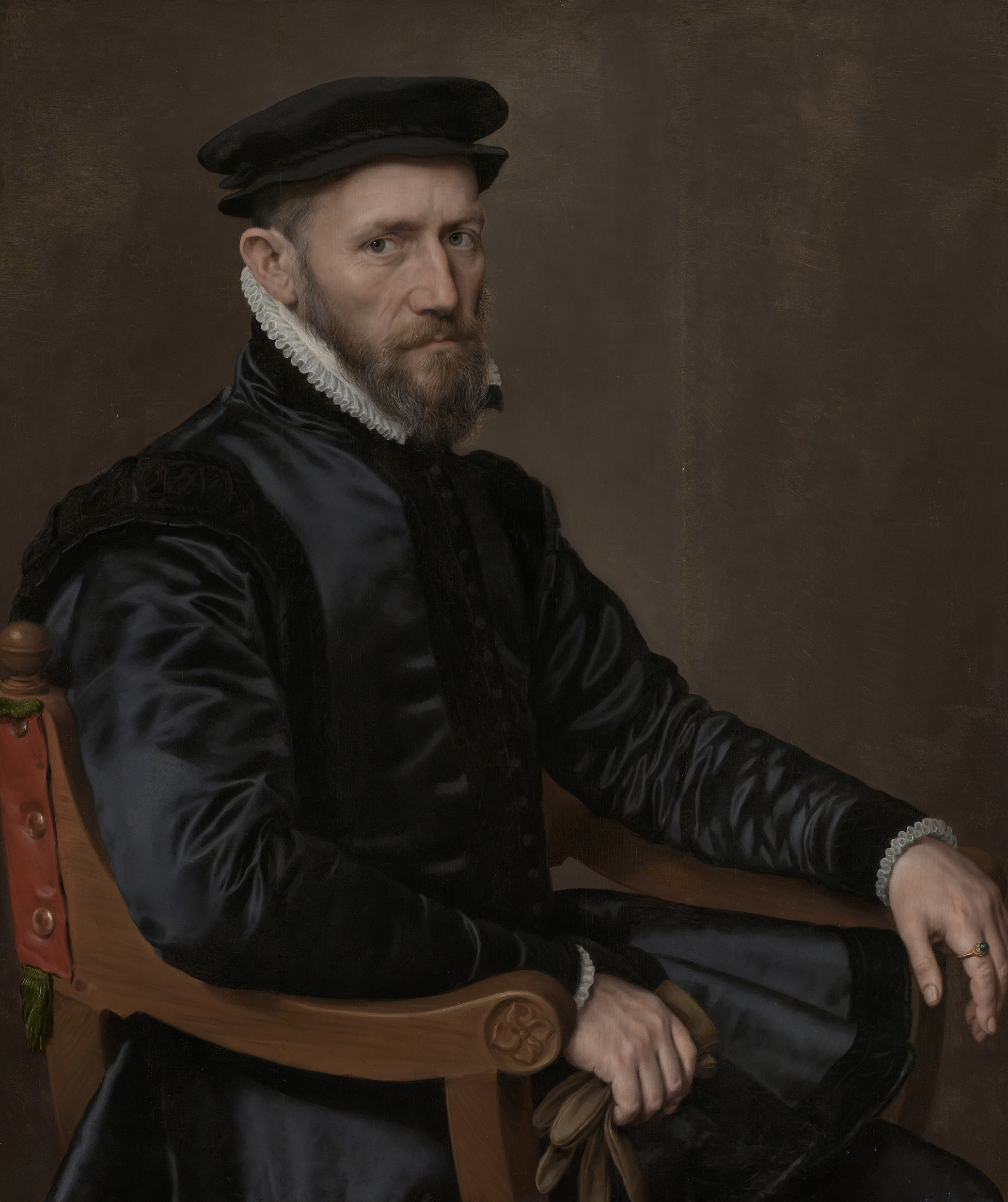
Sir Thomas Gresham, h. 1554
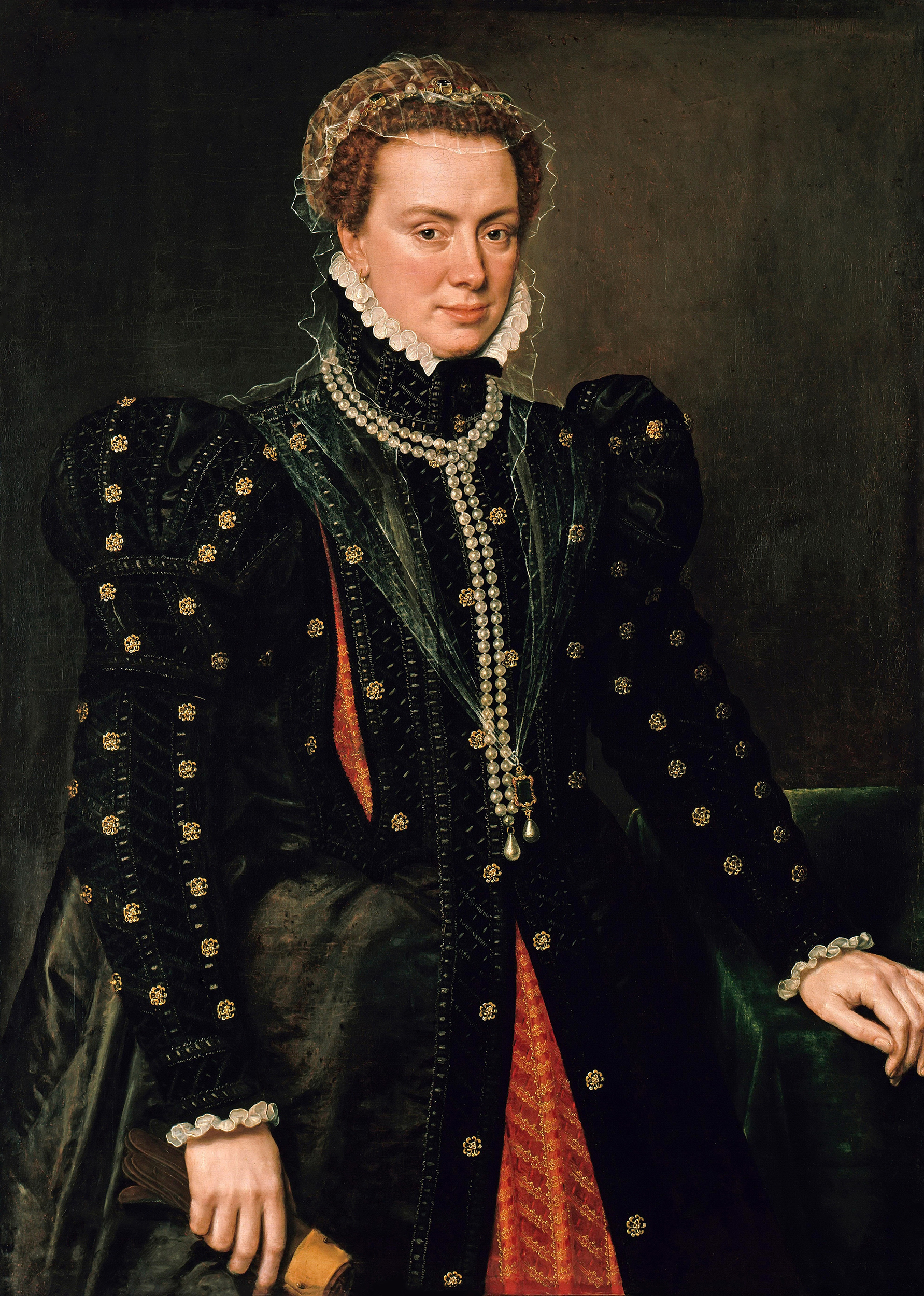
Margarita de Parma, h. 1562
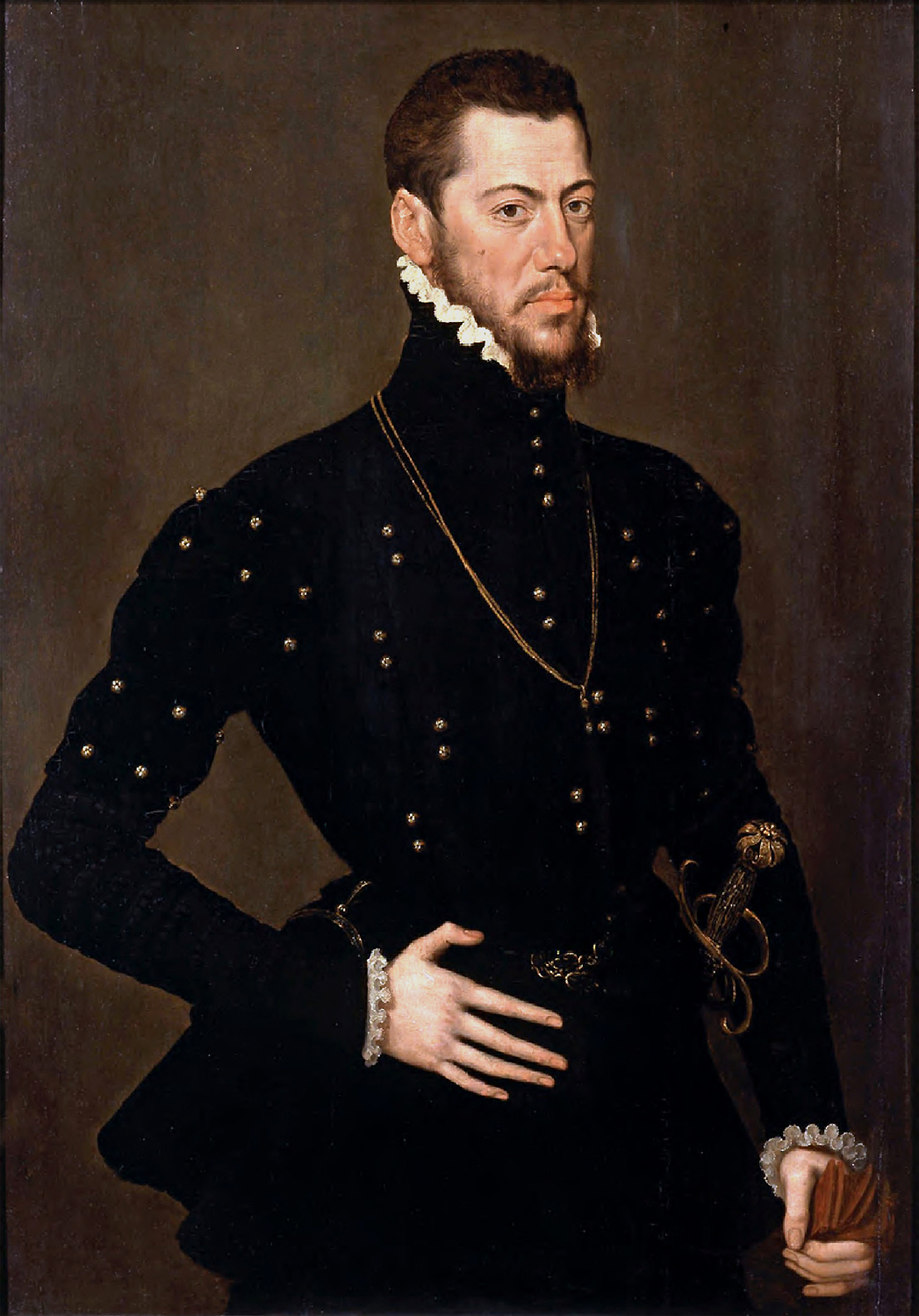
Martín de Aragón